# Divizia B 2004-2005
Divizia B 2004-05 a fost a 65-a ediție a Diviziei B, al doilea eșalon fotbalistic al României. 
Echipele de pe locul 1 au promovat în Divizia A la finalul sezonului, în timp ce ultimele trei din fiecare serie au retrogradat în Divizia C.

## Schimbări de echipe
| Promovate din Divizia C - Botoșani - Dunărea Galați - Otopeni - Ghimbav - Oltul Slatina - Politehnica Timișoara - Unirea Sânnicolau Mare - Unirea Dej - FC Sibiu - Dinamo II București** - Liberty Salonta** Retrogradate din Divizia A - Ceahlăul Piatra Neamț - Petrolul Ploiești - FC Oradea | Retrogradate în Divizia C - Metalul Plopeni - Medgidia - Poiana Câmpina - Rarora Râmnicu Vâlcea - CSM Reșița - Oltul Sfântu Gheorghe - Cimentul Fieni - F.C. Baia Mare - FC Onești - ARO Câmpulung - Minaur Zlatna Promovate în Divizia A - Politehnica Iași - Sportul Studențesc - CFR Cluj |